# Distrito de Luis Carranza
El distrito de Luis Carranza es uno de los nueve distritos que conforman la provincia de La Mar, ubicada en el departamento de Ayacucho, bajo la administración del Gobierno Regional de Ayacucho, en el Perú. 

## Historia
El distrito fue creado mediante Ley n.º 14746 del 11 de diciembre de 1963Por CLAUDIO CANCHO. Su capital es Pampas, ubicada sobre los 2926 m s. n. m.

## Accesos
Existe una carretera desde Chilcas hasta la capital del distrito: Pampas. En 2005 se construyó otra trocha carrozable de pampas a Pacaypampa con demasiada pendiente, aún no está operativo por los constantes derrumbes. Mientras que la mayor zona productiva de cereales: Ccopayoc, Accohuaycco, Ccayhuayoc, Parobamba, Chaupiloma, Sayripata, Chinchipata y Petecc no ha sido articulado, actualmente se está trabajando para la mejora del distrito, abriendo calles, en el 2008 se espera la inauguración de las instalaciones eléctricas para todo el distrito.

## Agricultura
Entre las variedades de su agricultura podemos mencionar la producción de yuca, camote, caña de azúcar, trigo, cebada, papa, arveja, habas, quinua, quiwicha, frejol canario, frejol panamito, frejol castilla, maíz morado, maíz amarillo, maíz blanco de primera calidad.
También cuenta con quebradas de clima cálido que producen frutales como plátanos, paltos, mangos, naranjas, lúcunas. La quebrada de acco acco, huilca machay, moyocc producen frutales.
En sus climas frías como ccarhuacc, huaytapallana, yervabuenayocc, pichccahuasi se producen la papa nativa, olluco, mashua, oca de excelente calidad.
En Pampas que es la capital del distrito, abundan  duraznos, higos, manzanas, guindas y las tunas en todas sus variedades.

## División administrativa

### Centros poblados
- Urbanos
  - Pampas, ubicado a 2926 m s. n. m.
- Rurales

### Anexos
- Ancamarca
- Ahua
- Huachinga
- Amaccoto
- Asnaccpampa
- Ccopayoc
- Ccayhuayoc
- Parobamba
- Tucubamba
- Mechecc
- Chaupiloma
- Chaquipuqio
- Sayripata
- Chinchipata
- Petecc
- Mollepucro
- Paccaypampa
- Moyocc
- Pampas
- Huaiccohuasi
- Rosaspampa.
- Alfapampa

## Autoridades

### Municipales
- 2011 - 2014
  - Alcalde: Freddy VARGAS GUTIÉRREZ, del Movimiento Alianza Renace Ayacucho.
  - Regidores: Celestino Najarro Gutiérrez (Alianza Renace Ayacucho), Victorino Casaverde Luque (Alianza Renace Ayacucho), Mercedes Moreno Parhuana (Alianza Renace Ayacucho), Salomé Vargas Torres (Alianza Renace Ayacucho), Alfredo Méndez Cáceres (Todos con Ayacucho).
- 2007 - 2010
  - Alcalde:  Sócrates Gutiérrez Alarcón.

## Festividades
El Carnaval en el mes de febrero.